# 나고야 TV 방송
나고야 TV 방송은 1962년 4월 1일 나고야(주쿄 광역권)의 3번째 민영방송국으로 개국했다.
약칭은 NBN, 콜사인은 JOLX-DTV이다.

## 개요
- 현재의 사옥부지는 원래 요미우리 신문이 나고야 진출을 계획했을 때 중부지사 사옥을 지으려고 한 곳이었다.
- 개국 당초에는 FM방송국도 경영할 생각이었지만 FM아이치가 개국하면서 이 계획은 수포로 돌아갔다.
- 개국 당시의 회사명은 나고야 방송이었는데 NHK 나고야 방송국과의 명칭혼동 우려로 인해 나고야TV라는 애칭을 많이 사용했고 나고야TV라는 애칭은 1987년 정식회사명으로 결정되었으며 2003년 4월부터 메~테레(メ～テレ)라는 애칭을 사용하기 시작했다.
- 옛날부터 주쿄광역권 지역 시청자를 대상으로 한 드라마를 제작하고 있으며 그 중에서 전국적으로 화제가 된 드라마도 많다고 한다.
- 간사이 지역 준 중심방송국인 아사히 방송(ABC)과 우호적이어서 ABC가 제작한 프로그램을 많이 방송하고 있다.
- 애니메이션을 많이 방송하고 있으며 그 중 선라이즈에서 제작한 작품이 90%이상을 차지하고 있다.

## 연혁
- 1961년 9월 6일 - “주쿄 TV 방송”(현재의 주쿄 TV 방송과는 다른 회사)설립.
- 1962년 3월 10일 - 시험 전파 발사 개시.
- 1962년 3월 13일 - 회사명을 주쿄 TV 방송에서 “나고야 방송”으로 회사명 변경.
- 1962년 3월 25일 - 서비스 방송 개시.
- 1962년 4월 1일 - 본방송 개시.니혼TV와 일본교육TV(NET-TV.현재의 TV 아사히)와의 크로스 네트워크 방송국으로서 스타트.
- 1966년 4월 - NNN에 가맹(1973년 3월까지).
- 1966년 12월 - 컬러 텔레비전 방송 개시.
- 1969년 4월 1일 - 주쿄 TV 방송(당시 회사명은 주쿄UHF텔레비전방송)이 개국.[1]
- 1970년 1월 - 주쿄 TV 방송과 함께 ANN에 가맹.
- 1970년 4월 - 니혼TV와 3년간 황금시간대 니혼TV 프로그램 독점방송계약을 맺었다.
- 1972년
  - 주쿄 TV 방송과 함께 NNS에 가맹.NNS 가맹국이 한 지역에서 2개 존재하는 체제가 된다(1973년 3월까지).
  - 9월 - 니혼TV와의 계약을 파기하고 그 해 10월부터 토요일 19시 30분~21시 30분간의 2시간 방송범위를 NET-TV의 프로그램도 같이 방송하기로 결정한다.
  - 9월 26일 - 니혼TV가 나고야 지방 법원에 나고야방송의 편성에 대해 계약 보전 가처분 신청을 하게 되면서 양사 간에 분쟁이 일어나게 된다.
  - 10월 4일 - 나고야 지방재판소에서 화해 권고가 나와 다음날 니혼TV와 화해 조서 체결.나고야방송은 2년 전 계약의 유효성을 인정하면서도, 토요일 20시에 NET-TV의 프로그램을 방송했다.
  - 10월 21일 - 매년 나고야TV에서 방송되던 요미우리 자이언츠의 야구중계가 이 날부터 주쿄TV방송에서 방송된다.
  - 12월 27일 - 니혼TV 사장,NET-TV 사장,나고야TV 부사장, 주쿄TV 사장간 4자회담에서 도카이지역 텔레비전 네트워크 관계가 정리되었다.
- 1973년 4월 1일 - NET-TV의 완전계열국이 되었다.
- 1986년 5월 - 나고야 소재 텔레비전 방송중에서 마지막으로 음성다중방송(JOLX-TAM) 개시.
- 1987년 4월 1일 - 회사명을 정식으로“나고야 TV 방송”으로 변경.애칭을“NagoyaTV”로 정한다.
- 2003년
  - 4월 1일 - 방송국의 애칭을“메~테레”로 한다.
  - 7월 16일 - 독립 UHF 방송국 TV 가나가와(tvk)와 우호 협력 관계 협정을 체결한다.
  - 12월 1일 AM11시(JST) - 지상 디지털 텔레비전 방송(JOLX-DTV) 개시.
- 2011년 7월 24일 - 지상파 아날로그 종료로 디지털 방송으로 전환.

## 나고야 제작애니메이션
- 공룡킹 어드벤처
- 황금용자 골드런
- 기동전사 건담
- 기동전사 V 건담
- 기동전사 Z 건담
- 기동전사 건담 ZZ
- 용자 시리즈(선라이즈&타카라토미
- 용자 엑스카이저
- 전설의 용자 다간 (비디오:하이퍼 다간,SBS:전설의 용사 다간)
- 용자경찰 제이데커(로봇수사대 K-캅스)
- 용자지령 다그온(로봇용사 다그온)

## 네트워크 변천사
- 1962년 4월 1일 - 니혼TV·일본교육 TV(NET TV)와의 크로스넷 방송국으로서 개국.간사이 준 중심방송국은 요미우리 TV 방송과 마이니치 방송으로 정했다.덧붙여 쓰자면 이 시점에서 방송되고 있던 NET-TV의 교육관련 프로그램은 주부닛폰 방송에서 방송되고 있었다.
- 1964년 10월 1일 - 와이드쇼인 모닝 쇼가 교육 프로그램이 아니었기 때문에, 주부닛폰 방송에서 이행된다.
- 1966년 4월 1일 - 뉴스 네트워크NNN에 가맹.
- 1969년 4월 1일 - 주쿄 UHF 텔레비전 방송(1970년부터 주쿄 TV 방송)개국. 이날부터 니혼TV·NET-TV의 비인기 프로그램을 주쿄TV에서 방송한다는 부당계약을 주쿄TV와 맺었다.
- 1970년 1월 1일 - 주쿄 TV 방송와 함께 뉴스 네트워크 ANN에 가맹.
- 1972년 12월 28일 - 이 해 NNS에 주쿄TV와 함께 가맹하지만 같은 날 1973년 4월 1일을 기점으로 NET-TV 완전가맹국이 되도록 정해졌다.
- 1973년 4월 1일 - NNN을 탈퇴하면서 NNS도 탈퇴하였으며 이날부터 NET-TV 완전가맹국이 되었고 동시에 민간방송 교육협회에 가맹하면서 교육 프로그램 방송도 시작되었고 간사이 지역 준 중심방송국이 마이니치 방송으로 결정되었지만 도카이 TV·주부닛폰방송에서 방송하던 프로그램은 이행되지 않았다.
- 1975년 3월 31일 - 준 중심방송국 네트워크 교환에 의해 이날부터 간사이 준 중심방송국이 마이니치방송에서 아사히 방송으로 변경되었다.

## 보충서술
- 용자물과 초기 건담 시리즈[2]를 방송한 방송국으로 유명하다.
- 뉴스속보 안내음성은 자사영어약칭 NBN의 영어모르스부호 음성이다.
- TV 아이치가 개국할 때까지 TV 도쿄( 구·도쿄 12채널) 프로그램 일부를 프로그램 판매 형태로 방송했던 적이 있다.

## 아이치현에 있는 다른 방송국

### 텔레비전 방송국
- NHK 나고야 방송국(라디오 겸영)
- 도카이 TV(THK)(후지 TV계열)
- 주쿄 TV 방송(CTV)(니혼 TV 계열)
- 주부닛폰 방송(CBC)(TV는 도쿄 방송 계열, 라디오는 JRN 계열)
- TV 아이치(TVA)(TV 도쿄계열, 아이치현만 방송구역)

### 라디오 방송국
- 도카이 라디오 방송(SF)(NRN 계열, 기후현·미에현도 방송구역에 포함)
- FM아이치(JFN 계열, 아이치현만 방송구역)
- ZIP-FM(JAPAN FM LEAGUE 계열, 아이치현만 방송구역)
- Radio NEO(MegaNet 계열)